# Alternativets Unge
Alternativets Unge, forkortet ÅU, er Alternativets officielle ungdomsorganisation og blev stiftet den 10. december 2016, efter at have opereret som bevægelse i partiet Alternativet under navnet Alternativets Ungenetværk i 2015. Alternativet var oprindeligt imod ideen om ungdomsorganisation, men nogle medlemmer startede en Facebook-side og ungdomsorganisation i 2015.

## Skolevalgsresultater
| Valg | Formand                                                 | Stemmer | %   | Mandater | +/-     | Mærkesag #1                              | Mærkesag #2                                  | Mærkesag #3                             |
| ---- | ------------------------------------------------------- | ------- | --- | -------- | ------- | ---------------------------------------- | -------------------------------------------- | --------------------------------------- |
| 2017 | Emilie Lucia Lumholt Stahlschmidt                       | 2.902   | 6,4 | 11 / 175 | Uændret | 30 timers arbejdsuge                     | Kødfrie dage i offentlige institutioner      | Strengere miljøkrav til landbruget      |
| 2019 | Marius Aggerholm, Emil Ipsen & Astrid Cecilie Budolfsen | 2.790   | 4,6 | 8 / 175  | 3       | Fritidspasordning for socialt udsatte    | Omlæg til 100% økologisk landbrug            | Legaliser cannabis                      |
| 2021 | Malthe Uldbæk Iversen & Mikkel Høj Bagger Larsson       | 1.010   | 2,1 | 4 / 175  | 4       | 30 timers arbejdsuge                     | Indfør flyafgift                             | Omlæg dele af landbruget til vild natur |
| 2024 | Karoline Lindgaard & Nikoline Erbs Hillers-Bendtsen     |         | 1,8 | 0 / 175  | 4       | Indfør samme CO2-afgift for alle erhverv | Afskaf brugerbetaling på offentlig transport | Giv gratis frokost i folkeskolen        |

## Politiske og organisatoriske for- og næstforpersoner
Politisk forperson for Alternativets Unge
- 2023 - : Karoline Lindgaard
- 2020 - 2023: Mikkel Høj Bagger Larsson
- 2019 - 2020: Emil Ipsen

Politisk næstforperson for Alternativets Unge
- 2020 - 2022: Katrine Skov-Hansen
- 2019 - 2020: Anton Teglbjærg

Organisatorisk forperson for Alternativets Unge
- 2021 - : Nikoline Erbs Hillers-Bendtsen
- 2020 - 2021 Malthe Uldbæk Iversen
- 2019 - 2020: Emilie Østergaard Knudsen

Organisatorisk næstforperson for Alternativets Unge
- 2020 - 2021 Nikoline Erbs Hillers-Bendtsen
- 2019 - 2020: Malthe Uldbæk Iversen

## Foreningens struktur
"Alternativets Unge består først og fremmest af medlemmerne. Hvert år på ÅU's landsmøde vælger medlemmerne nemlig på demokratisk vis hvem vi vil have til at varetage ansvarsposter.
Daglig Øverste Ledelse (DØL) er de medlemmer, som er blevet valgt til at varetage dag-til-dag spørgsmål for vores ungdomsorganisation.
Landsrådet er de medlemmer, som er blevet valgt til at sætte den generelle politik og strategi for ÅU."
Foreningens struktur er følgende:
1. Landsmødet er et årligt møde for alle medlemmer, hvor landsforeningens vedtægter tilpasses og medlemmer vælges til landsforeningen
2. Lokalkredsforeningerne dækker et geografisk område som f.eks. Nordsjælland eller Odense og består af alle medlemmer, der bor i dette område.[4][5]